# Gabriela Silang
Gabriela Silang (Santa, 19 de março de 1731 - Vigan, 20 de setembro de 1763) foi uma revolucionária filipina, que lutou a favor da independência das Filipinas contra a exploração da Coroa Espanhola, e liderou um exército armado contra o exército espanhol. Atualmente, é considerada uma heroína, onde o Governo das Filipinas declarou como feriado o dia 20 de setembro, como o Dia Gabriela Silang.

## Biografia
Nasceu em 19 de março de 1731, em Santa, na província filipina de Ilocos Sul, como María Josefa Gabriela Cariño. Ficou órfã ainda criança, sendo adotada por Tomas Millan, um empresário de Ilocos.
Em 1757, casou-se com Diego, um líder da resistência indígena ilocano, que lutava contra a exploração da Coroa Espanhola, que cobrava altos impostos, impunha trabalho forçado e cotas para produtos agrícolas para exportação. Diego foi assassinado em 28 de maio de 1763.
Com a morte de seu marido, Silang passou a liderar os ilocano. Montou base na região montanhosa de Abra, onde incentivou a comunidade de Tingguian a lutar contra os espanhóis. Reuniu um exército com 2.000 combatentes, armados com arma de fogo, arcos e flechas, zarabatanas, punhais, espadas, e machados.
Obteve diversas vitórias ao longo da costa de Ilocos. Em sua batalha em Vigan, Silang foi capturada pelo exército espanhol, e foi executada em praça pública no dia 20 de setembro de 1763.

## Pós morte
Silang se tornou uma heroína para seu país, onde prestam homenagens até nos dias atuais. Foi inaugurado um hospital com seu nome, no local de sua execução; uma organização de mulheres filipinas foi batizada com seu nome; o dia 20 de setembro foi declarado pelo governo filipino como feriado especial para homenagear Silang.